# Condado de Huron (Ohio)
O Condado de Huron é um dos 88 condados do estado americano de Ohio. A sede do condado é Norwalk, e sua maior cidade é Norwalk. O condado possui uma área de 1 281 km² (dos quais 5 km² estão cobertos por água), uma população de 59 487 habitantes, e uma densidade populacional de 47 hab/km² (segundo o censo nacional de 2000). O condado foi fundado em 1815.